# Telegramme Verlag

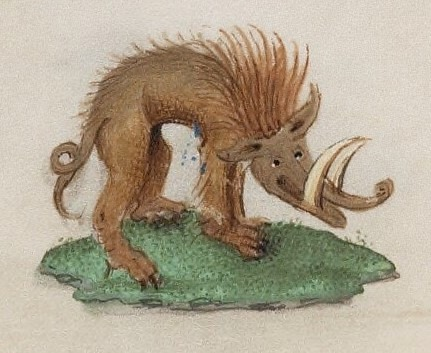
Wappentier des Telegramme Verlags (Profilbild Telegramme-Facebook-Konto)

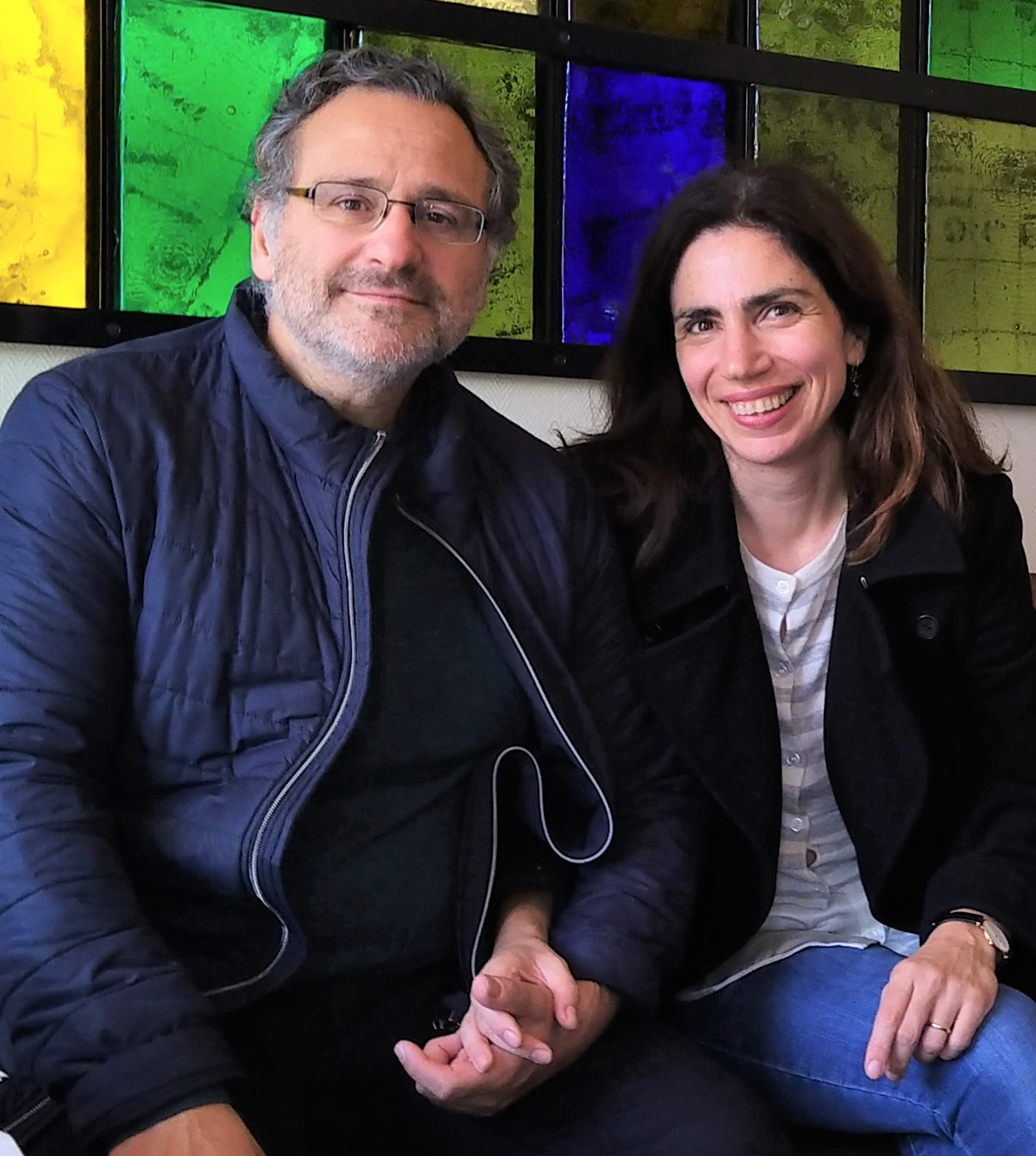
Telegramme-Verleger Dana Grigorcea (r.) und Perikles Monioudis in Zürich (Herbst 2020)

Telegramme Verlag ist ein Schweizer Verlag für Literatur und Sachbuch mit Sitz in Zürich. Er wurde im Januar 2019 in Zürich von Dana Grigorcea und Perikles Monioudis als Einfache Gesellschaft gegründet und geht auf das Telegramme-E-Magazin zurück, das im Mai 2016 von dem Schriftstellerehepaar lanciert wurde. Der Verlag ist Mitglied des Schweizerischen Buchhändler- und Verlegerverbands und des Zürcher Buchhändler- und Verlegervereins.

## Verlagsprogramm
Das Programm des Verlags besteht aus neuer deutschsprachiger Belletristik und Essayistik (etwa mit Dana Grigorcea, Ariela Sarbacher, Marc Djizmedjian, Perikles Monioudis, Katarina Holländer, Alan Schweingruber, Romana Ganzoni) und aus bedeutenden Titeln aus dem «elektrischen» Zeitalter (etwa von Lou Andreas-Salomé, Ricarda Huch, Else Lasker-Schüler, Ernst Weiß, Hugo von Hofmannsthal, Gerhart Hauptmann, Stefan Zweig, Theodor Fontane, Helene Stöcker, Hans Fallada, aber auch Walter Benjamin oder Robert Musil).
Im Jahr erscheinen rund 12 neue Titel.

## Telegramme-E-Magazin
Das Telegramme-E-Magazin weist mehr als hundert Originalbeiträge von deutschsprachigen Schriftstellern auf. Dazu gehören u. a. Anna Baar, Martin Becker, Nora Bossong, Zora del Buono, Franzobel, Franz Hohler, Nora Gomringer, Björn Kuhligk, Rolf Lappert, Simone Meier, Klaus Merz, Annette Mingels, Terézia Mora, Andreas Nentwich, Veronika Peters, Matthias Politycki und Teresa Präauer (Stand Dezember 2020.)
Das Telegramme-E-Magazin wurde vom Bundesamt für Kultur und der Schweizerischen Nationalbibliothek für das Webarchiv Schweiz ausgewählt.